# Egon Köhnen
Egon Köhnen (Gütersloh, 24 novembre 1947) è un ex calciatore tedesco, di ruolo difensore.

## Palmarès

### Club

#### Competizioni nazionali
- Coppa di Germania: 2

Fortuna Düsseldorf: 1978-1979, 1979-1980

#### Competizioni internazionali
- Coppa Intertoto UEFA: 1

Fortuna Düsseldorf: 1967